# Chronique des années de braise
Chronique des années de braise (em árabe: وقائع سنين الجمر; romaniz.: Waqa'i' sanawat ed-djamr; Crónica dos Anos de Brasa (título em Portugal) ou Crônica dos Anos de Fogo (título no Brasil)) é um filme argelino do género drama de guerra, realizado e escrito por Mohammed Lakhdar-Hamina, Tewfik Farès e Rachid Boudjedra. É composto por seis capítulos: Les Années de Cendre, Les Années de Braise, Les Années de Feu, L'Année de la Charrette, L'Année de la Charge e Le 1 novembre 1954, e fala sobre a Guerra de Independência Argelina. Estreou-se em França a 26 de novembro de 1975 e em Portugal a 8 de novembro de 1977.
Venceu a Palma de Ouro no Festival de Cannes de 1975. O filme havia sido escolhido para representar a Argélia na categoria de melhor filme estrangeiro do Óscar 1976, mas acabou não sendo nomeado.

## Elenco
- Mohammed Lakhdar-Hamina como contador de histórias louco
- Yorgo Voyagis como Ahmed
- Cheikh Noureddine como Ami
- François Maistre como contramestre da carreira
- Henry Czarniak
- Hassan El Amir
- Brahim Haggiag
- Hassan El-Hassani
- Leila Shenna
- Yahia Benmabrouk
- Hadj Smaine
- Sid Ali Kouiret
- Larbi Zekkal